# Dějiny Makedonie
Makedonie patří k jedněm z nejdéle osídlených území Evropy. Dějiny Makedonie začínají již v eneolitu, z něhož pocházejí nejstarší stopy osídlení. Ve starověku se území dnešní Severní Makedonie nacházelo na rozhraní vlivu Ilyrů, Thráků a starověkých Makedonců. Ve 4. století př. n. l. století oblast zcela ovládli Makedonci. Ve 2. století př. n. l. se Makedonie stala římskou provincií. Po rozdělení římské říše v roce 395 se Makedonie stala součástí Byzantské říše. Ve středověku byla osídlena Slovany. Země se střídavě ocitala pod nadvládou Bulharské a Byzantské říše. Na přelomu 10. a 11. století se stala centrem říše bulharského cara Samuela. V 11. a 12. století se opět ocitla v rukou Řeků. Osvobodil ji až roku 1203 bulharský car Kalojan. V následujícím století byla pod střídavým vlivem Asjenovců, Latinského císařství, Palaiologovců a Srbů. Na konci 13. století, na přelomu 13. a 14. století a od druhé čtvrtiny 14. století ji ovládali Srbové. V této době získávala malá feudální území v Makedonii díky občasnému uvolnění feudálních vztahů často velkou míru nezávislosti na větších říších. Po staletích sporu mezi bulharskou, byzantskou a srbskou říší bylo území  od poloviny 14. do počátku 20. století součástí Osmanské říše, kdy se po balkánských válkách v letech 1912 a 1913 území současné Severní Makedonie dostalo pod srbskou nadvládu; další části historické území Makedonie připadly Bulharsku a Srbsku.  Během 1. světové války (1915–1918) zde vládlo Bulharské carství, ale po skončení války se vrátilo pod srbskou vládu jako součást nově vzniklého Království Srbů, Chorvatů a Slovinců.  Během druhé světové války (1941–1944) byla Makedonie opět ovládána Bulharskem a v roce 1945 bylo území vytvořené socialistické republiky včleněno do Socialistické federátivní republiky Jugoslávie, kde zůstalo až do mírového odchodu v roce 1991. 

## Starověká Makedonie
Podle řeckých pramenů vstoupili Makedonci[zdroj?] do této země společně s Dóry někdy kolem roku 1200 př. n. l. Byli svým původem příbuzní Thrákům, nicméně po svém usazení v prostoru geografické Makedonie se jazykem a kulturou začali přibližovat Řekům. Ve 4. století př. n. l. vyvrcholily boje mezi Ilyry a Makedonci. První známý ilyrský král, Bardyllis, porazil v roce 359 př. n. l. makedonského krále Perdikka III., který v boji zahynul. Nicméně Perdikkův nástupce, Filip II. Makedonský, dokázal Bardyllise rozhodně porazit, načež Makedonci získali kontrolu nad územím sahajícím až k Ohridskému jezeru. V roce 335 př. n. l. odrazil Filipův syn, Alexandr Veliký, vojsko ilyrského náčelníka Kleita. Ilyrští kmenoví vůdci a vojáci následně Alexandra doprovázeli během jeho výpravy proti Perské říši.

## Římská nadvláda
Po třetí římsko-makedonské válce (171–168 př. n. l.), v níž zvítězil Lucius Aemilius Paullus nad posledním makedonským králem Perseem v bitvě u Pydny, ovládli Makedonii Římané. Znamenalo to sesazení Antigonovců a konečný zánik makedonského království rozděleného Římany do čtyř republik. Jistý Andriskos, vydávající se za Perseova syna, se prohlásil v roce 149 př. n. l. králem[zdroj?], avšak již v následujícím roce byl Římany snadno poražen, což vedlo ke zřízení římské provincie Makedonie. Římská říše zajistila území dnešní Severní Makedonie rozvoj a potlačila meziklanové spory.
Ve 3. nebo 4. století n. l. byla Makedonie rozdělena do dvou provincií Macedonia Prima (na jihu) a Macedonia Salutaris (na severu). Obě dvě pak spadaly do makedonské diecéze, jedné ze tří diecézí prefektury Illyricum, vytvořené v roce 318.

## Byzantská říše a příchod Slovanů

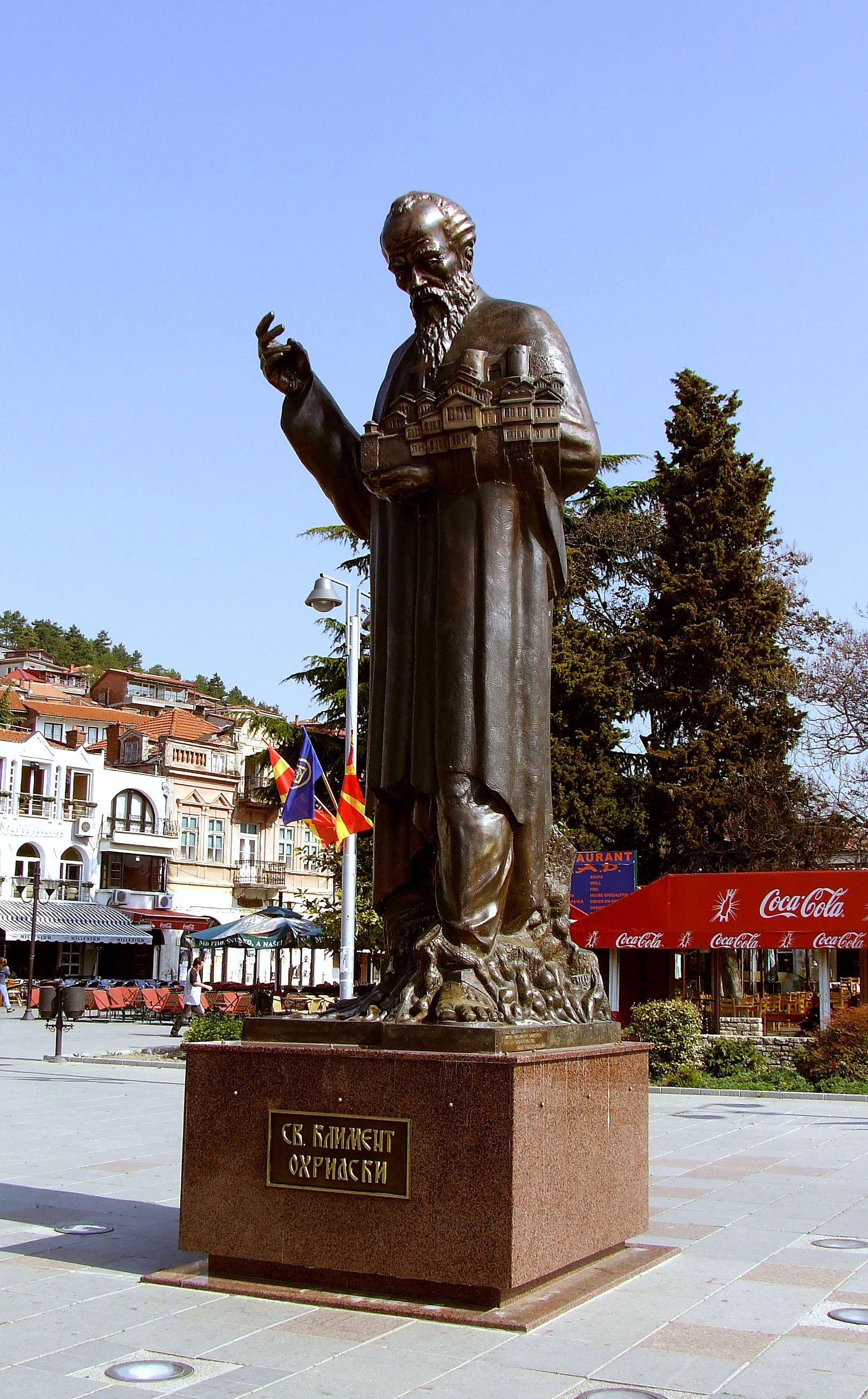
Svatý Kliment Ohridský

Po definitivním rozdělení římské říše v roce 395 připadla Makedonie byzantské říši. Území dnešní Severní Makedonie bylo Slovany osídleno již v 6. a 7. století a Byzantská říše nad ním ztratila přímou kontrolu. Od 2. čtvrtiny 9. století do 10. století se dostala většina země pod vliv říše Bulharské. Tehdejší bulharský panovník kníže Boris Michail vyslal žáky věrozvěstů Cyrila a Metoděje, Klimenta a Nauma, do Makedonie šířit staroslověnskou liturgii a daroval jim dvorce v Devoli a v okolí Ochridu. Zde založil Kliment slavnou literární školu a byl roku 893 ustanoven biskupem. V roce 1018 Makedonii znovu ovládla Byzantská říše, o dvě století později se stala jedním z center nového Bulharského státu. V polovině 14. století byla Makedonie součástí říše srbského cara Štěpána Dušana, který hlavním střediskem svého státu učinil město Skopje.

## Období Osmanské říše

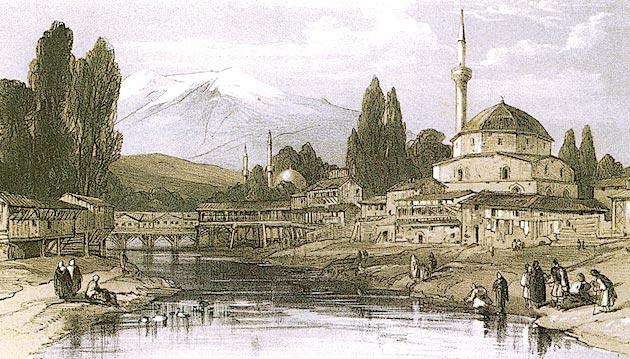
Bitola v 19. století.

Koncem 14. století Makedonii dobyli Turci během svých výbojů na západ. Turecká vláda trvala až do 20. století. Do Makedonie přicházeli různí obchodníci ze všech koutů Turecka, což vedlo k tomu, že se značně proměnilo etnické složení země. V 19. století tak byla Makedonie již regionem s početnou tureckou menšinou; navíc zde žilo i značné množství Řeků[zdroj?] a Albánců.
Různé další národy dnešní Makedonie (Řekové, Srbové, Bulhaři a Albánci), postupně začaly organizovat národně osvobozenecké hnutí. Misky vah se však vychylovaly ve prospěch Bulharska, které mělo značnou ruskou podporu. Rusko se po poslední válce s Tureckem (vlastně Rusko-turecká válka (1877–1878)), kterou vyhrálo, prohlásilo za ochránce všech pravoslavných Slovanů na Balkáně. Mělo zájem na tom, aby byl Balkán vytržen z rukou Osmanské říše, a na území poloostrova vznikla pravoslavná království pod ruskou ochranou. Přestože Sanstefanská mírová smlouva přiřkla území Makedonie Bulharsku, ve skutečnosti však evropské mocnosti rychle zjistily, že by takové změny hranic znamenaly porušení rovnováhy sil na Balkáně. Berlínský kongres v roce 1878 proto rozhodl o ponechání Makedonie pod osmanskou vládou, došlo jen k určitému otevření Makedonie Bulharsku ₋ hlavně v oblasti obchodu. Makedonské pravoslavné obyvatelstvo se však neidentifikovalo s bulharským, srbským ani jiným národem. Nebylo ale ani samo dostatečně národnostně uvědomělé.
V 70. letech 19. století pomohl ekonomickému rozvoji země také vznik železnice, která byla vedena údolím řeky Vardaru z Gevgelije do Tabanovců. Zahájena byla výstavba dalších železnic, které však měly pouze regionální význam. Spojení dnešní Vardarské Makedonie s dalšími zeměmi (Albánií, Bulharskem) nebylo realizováno.

### Ilindenské povstání
V roce 1893 byla založena Vnitřní makedonská revoluční organizace, kterou dnes Makedonci považují za svojí hlavní národně-osvobozeneckou organizaci z období přelomu 19. a 20. století. VMRO podnikala útočné akce proti Bulharům, Řekům, Srbům i všem dalším, které považovala za své nepřátele.
V roce 1903 v den svátku sv. Jiljí vypuklo velké protiturecké povstání, které připravili právě ozbrojenci VMRO. Povstalcům se podařilo osvobodit řadu oblastí a vyhlásili tzv. Kruševskou republiku. Turci však povstání velmi tvrdě potlačili ₋ mnoho tisíc lidí bylo zabito, řada vesnic vypálena a celé kraje zpustošeny.

### Balkánské války

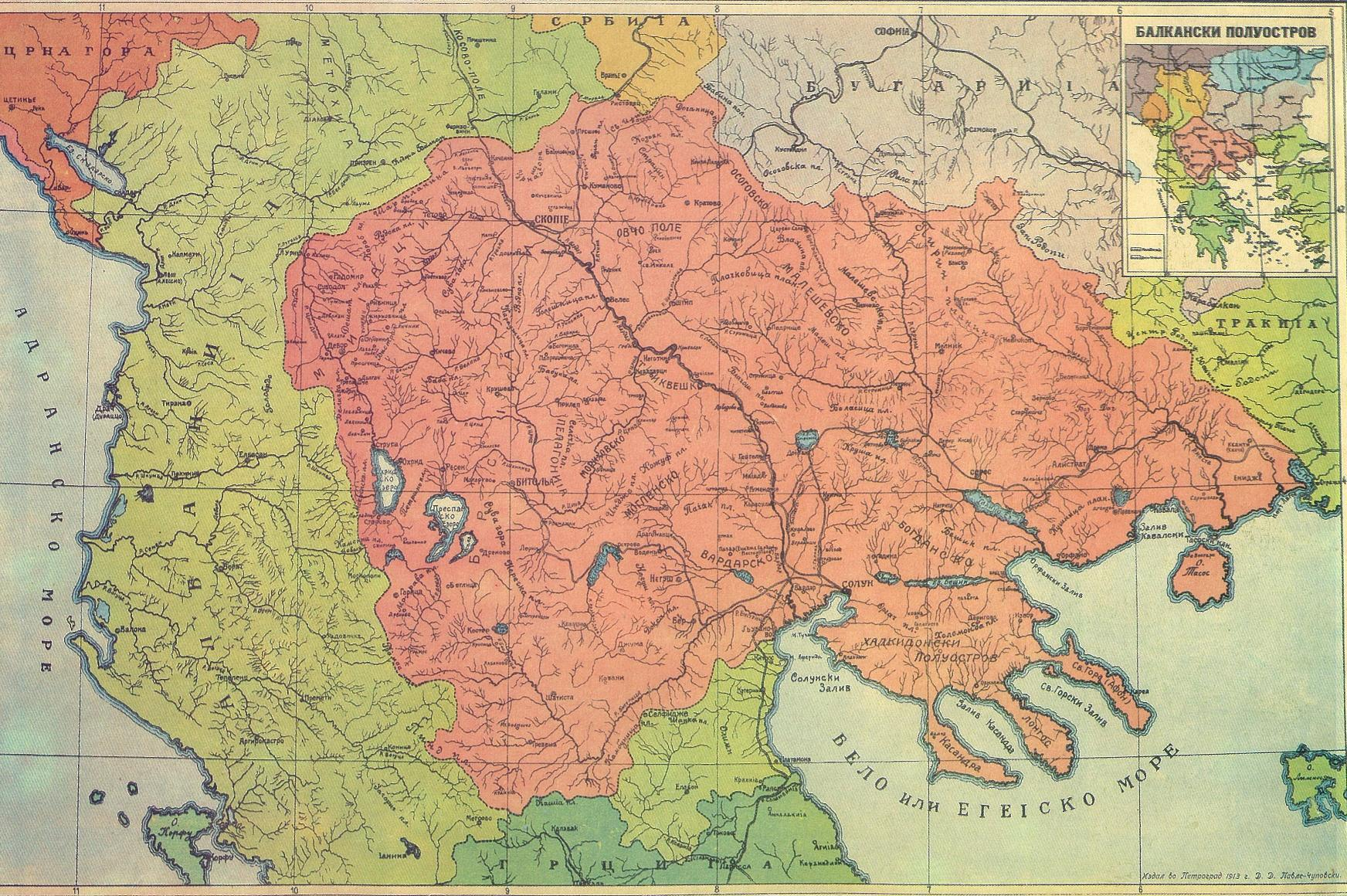
Území Vardarské, Egejské a Pirinské Makedonie v roce 1913.

Protože byl region Makedonie součástí stále slábnoucí Osmanské říše, bylo pro Srbsko a Bulharsko jasnou záležitostí, že jej bude nezbytné získat. Obě země se proto dohodly na jeho rozdělení, a to přibližně po úhlopříčné linii Ohrid ₋ Kriva Palanka. Území dnešní Severní Makedonie bylo rozděleno mezi tři osmanské vilájety. Žilo v nich zhruba dva a půl milionu lidí.
Kromě dvou slovanských zemí, které odkazovaly na kulturní i jazykovou blízkost, byť v samotné Vardarské Makedonii nesdílenou, mělo zájem na získání tohoto území také Řecko. Nově vyhlášený albánský stát se navíc se svými hranicemi, které nezahrnovaly albánsky mluvící obyvatelstvo na území od Tetova po Gostivar a jinde v dnešní Makedonii, neztotožnil. Řecká propaganda během války argumentovala tím, že slovanské obyvatelstvo Makedonie jsou ve skutečnosti poslovanštění Řekové, resp. původní Makedonci z dob před příchodem Slovanů na Balkán.
Během Balkánských válek v letech 1912–1913 byl region Makedonie rozdělen mezi Řecko (řecká Makedonie, 51 % území), Srbsko (Vardarská Makedonie ₋ dnešní Severní Makedonie, 30 % území) a Bulharsko (Pirinská Makedonie ₋ zhruba dnešní Blagoevgradská oblast, 10 % území). Pirinská Makedonie, která zůstala Bulharsku, však byla jen malou částí původní oblasti. Žádná ze zemí nebyla s výsledkem rozdělení Makedonie spokojena a vznikl dlouhodobý a komplikovaný konflikt. Nedlouho po skončení první světové války došlo k výměně obyvatelstva mezi Řeckem a Tureckem. Řečtí uprchlíci z Malé Asie osídlili území dnešní Egejské Makedonie, čímž byl posílen v daném regionu řecký prvek.

## První světová válka

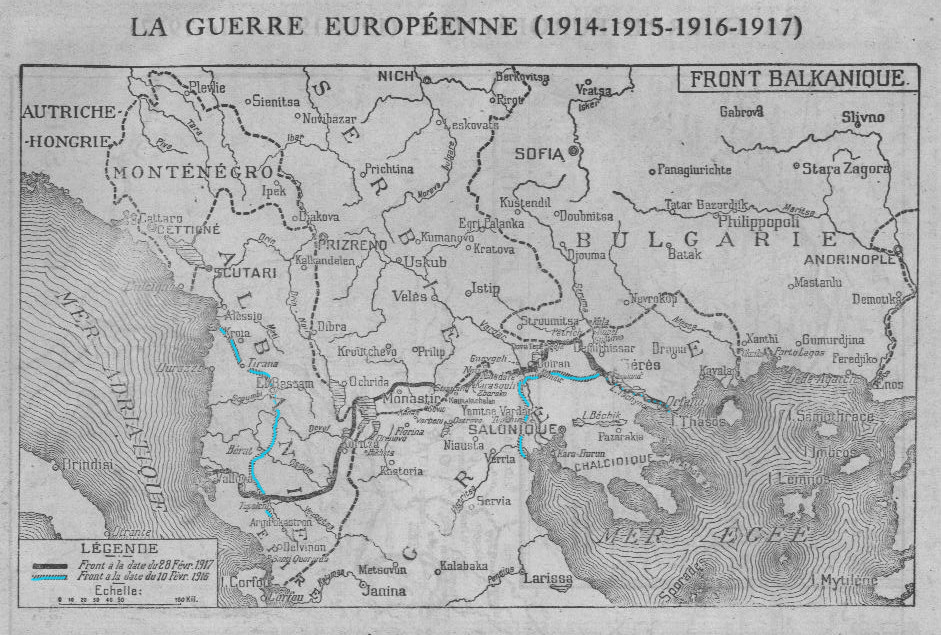
Makedonie během první světové války

Po neúspěchu srbské armády ubránit zemi před centrálními mocnosti byla Vardarská Makedonie obsazena rakousko-uherskými vojsky. Egejská Makedonie však zůstala pod kontrolou vojsk Dohody. Mezi oběma armádami se nacházela tzv. Soluňská fronta, která po řadu let nezaznamenávala rozsáhlejší posun. Teprve až na podzim 1918, kdy byly Rakousko-Uhersko i Německo zoufale vyčerpány, došlo k průlomu fronty. Území Vardarské Makedonie tak bylo osvobozeno během několika málo dní srbskou a francouzskou armádou.

## Království Jugoslávie
Makedonie byla nejjižnější součástí Království Srbů, Chorvatů a Slovinců. K Jugoslávii však byla připojena jako součást Srbska. Přestože makedonské obyvatelstvo se neztotožňovalo se srbským národem a jazykově se od něho odlišovalo, v samotném Srbsku panovalo přesvědčení, že Makedonie je srbskou zemí.[zdroj?] Srbské obyvatelstvo v meziválečném období především odkazovalo na středověkou tradici, kdy srbští králové a carové vládli z území dnešní Severní Makedonie. Ve snaze tento problém vyřešit jugoslávská vláda vysílala na území Makedonie své kolonisty a prováděla násilnou srbizaci makedonského prostoru. 
V roce 1921 se 630 000 obyvatel dnešní Makedonie přihlásilo k národnosti „Makedonských Slovanů“. V makedonských školách se vyučoval spisovný srbochorvatský jazyk, který byl sice mluvě makedonských Slovanů blízký, nicméně se jednalo i tak o jazyk, který byl tamnímu obyvatelstvu cizí. 
Politickou silou, která využila nespokojenosti makedonského obyvatelstva vůči srbskému vlivu, byli komunisté. Komunistická strana Jugoslávie přizvala makedonské delegáty v roce 1928 na kongres strany v Drážďanech. Jugoslávskou monarchii prohlásili komunisté za žalář národů, a žádali její rozdělení podle etnické linie. Tím by vznikl nezávislý makedonský stát.
Roku 1929 došlo v Království SHS k převratu, dosavadní členění respektující předchozí historické celky bylo nahrazeno systémem bánovin a území dnešní Severní Makedonie se stalo součástí Vardarské bánoviny. Autoritativní režim, který od roku 1929 v Jugoslávii zavládl, vedl k eskalaci poměrů i v samotné Makedonii. Na území regionu působila organizace VMRO, která pořádala teroristické útoky na příslušníky státní správy. Podporu ji zajišťovalo Bulharsko, které mělo s Jugoslávií velmi špatné vztahy, především kvůli územním sporům. Přes hranice tak procházeli ozbrojenci, kteří páchali útoky v jednotlivých makedonských městech. Proto jugoslávské království několikrát posílilo obranu společné hranice s Bulharskem.

## Druhá světová válka

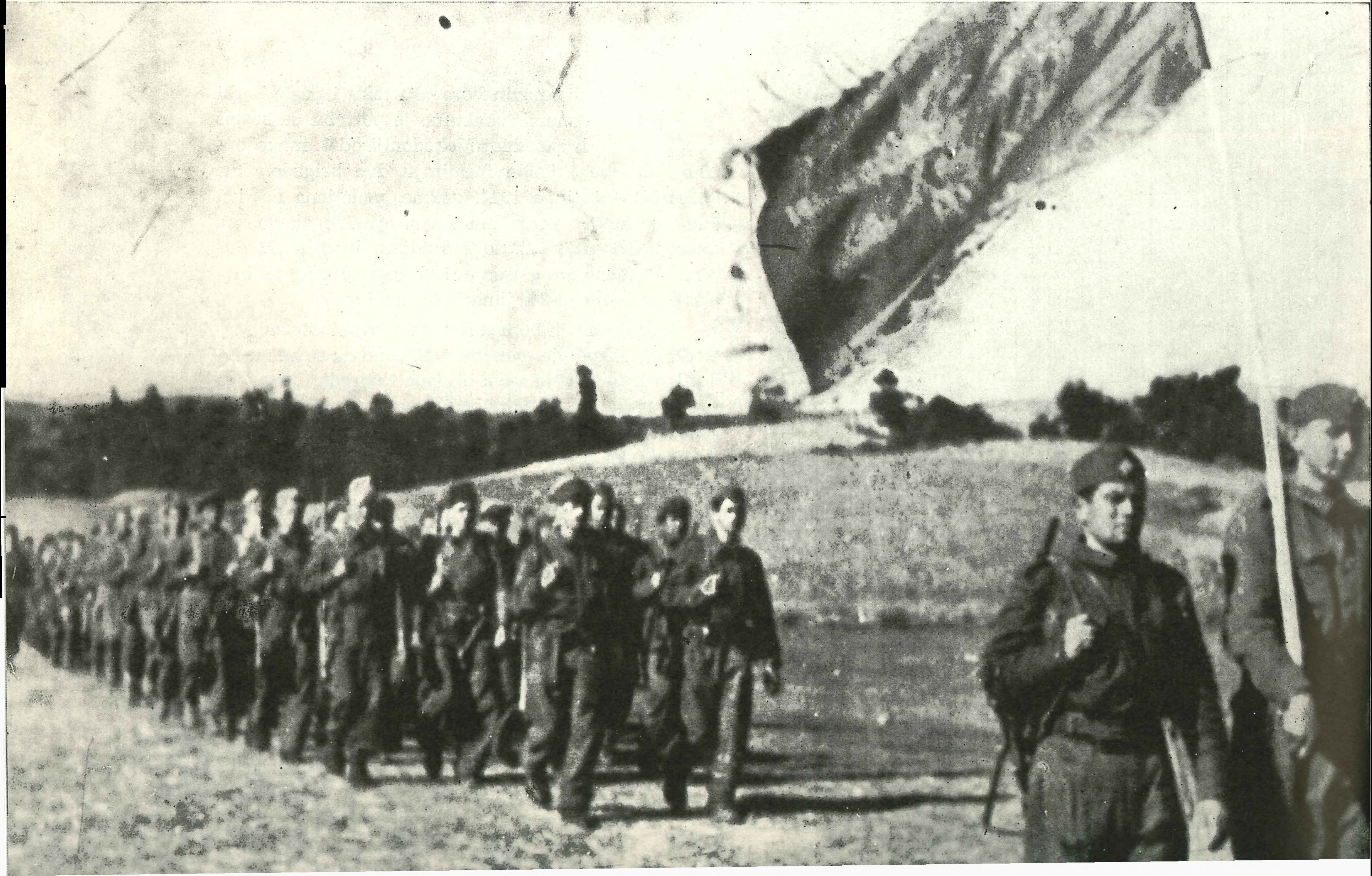
Čtvrtá makedonská brigáda v roce 1944.

Za druhé světové války byla většina území dnešní Severní Makedonie anektována od dubna 1941 do 9. září 1944 Bulharskem, západní oblasti (kde žilo albánské obyvatelstvo) byly 29. června 1941 anektovány Itálií a začleněny do Albánie.
Dne 8. září 1943 obsadila německá vojska oblasti předtím obsazené Itálií, a 9. září 1944 také oblasti obsazené Bulharskem, a obě části okupovaly do 19. listopadu 1944. V období od září 1944 do 20. října 1944 bylo Kumanovo s okolím přičleněno k Albánii.
Na území, které získalo Bulharsko, byla prováděna bulharizace makedonského obyvatelstva. Ve školách byla zahájena výuka bulharského jazyka, se kterou pomohli učitelé narychlo povolaní z Bulharska. Ve Skopji byla zřízena univerzita krále Borise. Nový zákon o státním občanství, který Bulharsko schválilo v roce 1942 navíc zjednodušil možnosti odsunu nebulharského obyvatelstva ze země, tedy i srbských a jiných kolonistů, dosídlených v dobách existence jugoslávského království.
Oblastní sekretář Komunistické strany Jugoslávie pro Makedonii, Metodij Šatorov, však zpočátku nechtěl iniciovat povstání. Muselo nejprve dojít k personální změně, aby bylo možné vyhlásit ozbrojené akce stejně jako tomu bylo ve zbytku země. Proto došlo k prvním partyzánským vojenským operacím až na podzim roku 1941, když už v Srbsku existovalo rozsáhlé osvobozené území Užické republiky. První ozbrojenou akcí makedonských partyzánů proti bulharským okupantům byl útok na četnickou stanici v Prilepu dne 11. října 1941. V červnu 1942 byl zformován Oblastní partyzánský štáb, který později změnil název na Hlavní štáb lidově-osvobozeneckých jednotek Makedonie. Později sloužily tyto struktury nejen ke koordinaci povstání, ale také pro zformování makedonské komunistické strany.
Vzhledem k tomu, že makedonské obyvatelstvo bylo vystaveno ze strany jugoslávského království značné srbizaci, nepanovala mezi povstalci přílišná důvěra k partyzánům, kteří pocházeli především z Bosny a Hercegoviny, Chorvatska a Srbska.
Makedonští partyzáni, kteří byli především národnostně orientovaní, udržovali jisté styky se zbytkem partyzánského hnutí na území okupované Jugoslávie. Tito však s jejich vojenskými akcemi příliš spokojen nebyl, a proto se rozhodl, že dané hnutí ovládne za pomoci svého blízkého spojence, Svetozara Vukmanoviće (Tempa). Tempo byl dosazen do čela makedonské komunistické strany a rozvinul v ní program integrace Makedonie do nové federalizované Jugoslávie. Tento závěr byl potvrzen na druhém zasedání Antifašistické rady národního osvobození Jugoslávie, Tam sice tamní delegáti z Makedonie nezvládli přicestovat; vedení partyzánské armády v Makedonii ale plně přijalo závěry 2. zasedání AVNOJe, čímž byla makedonská otázka pro komunistické partyzány v podstatě vyřešena.[zdroj?]

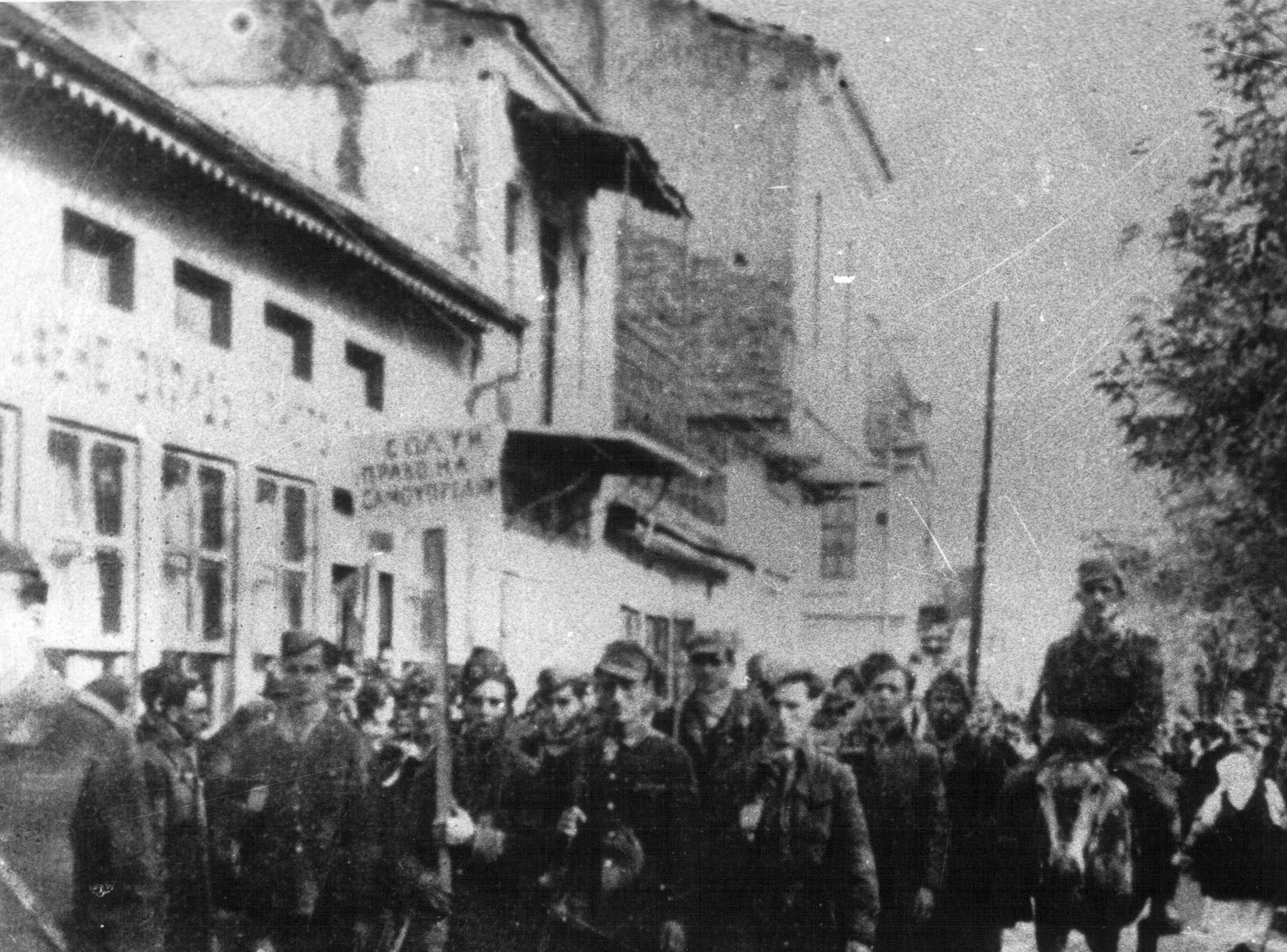
Partyzáni v Ochridu v roce 1944.

V klášteru Prohor Pčinjski byly v roce 1944 prohlášeny základy moderní Makedonie. Na prvním antifašistickém setkání republiky (ASNOM), které se uskutečnilo v srpnu 1944, bylo vytvořeno první politické vedení země. Začal tak být budován i moderní makedonský národ; byl kodifikován makedonský jazyk a byl položen základ řady vzdělávacích a odborných institucí. 
Území dnešní Severní Makedonie osvobodila Bulharská armáda spolu s Rudou armádou pod velením maršála Tolbuchina. Přestože místní partyzánské hnutí bylo poměrně rozsáhlé, mělo na osvobození země jen velmi malý podíl. Navíc makedonské obyvatelstvo ve srovnání se zbytkem Jugoslávie nezaznamenalo během války velké ztráty. Zatímco v Srbsku a v Bosně a Hercegovině prošly tisíce lidí koncentračními tábory a byly v rámci odplaty německých i jiných okupantů pobíjeni, v Makedonii se počet obětí války pohyboval jen někde okolo 7-11 tisíc.

## Socialistická Makedonie
Po skončení druhé světové války byla v rámci Jugoslávie vyhlášena 30. dubna 1945 Lidová republika Makedonie přejmenovaná v souvislosti s novou ústavou ze dne 7. července 1963 na Socialistickou republiku Makedonii. Makedonie byla jednou z šesti republik jugoslávské federace a měla formálně poměrně rozsáhlou míru samosprávy. Komunistický režim, který však v Jugoslávii velmi rychle zavládl, ukázal, že se jednalo o autonomii do jisté míry formální. Pro makedonské obyvatelstvo ale významnou, neboť poprvé po mnoha staletích získala Makedonie svoji státnost, byť v rámci jugoslávské federace. Vznik autonomních institucí v republice však otevřel i novou politickou otázku, a to autonomii církevní, a tedy vznik nezávislé Makedonské pravoslavné církve.
Jugoslávští komunisté měli zájem na rozšíření území makedonské republiky dále na jih v souvislosti s Řeckou občanskou válkou, kde komunističtí partyzáni bojovali proti královské vládě. Po roztržce mezi Titem a Stalinem v roce 1948 však musel Bělehrad podporu řeckých partyzánů zastavit a zlepšovat vztahy se západní Evropou. K zklamání makedonského obyvatelstva tak boj za znovuobsazení egejské Makedonie padl.
I přes rozsáhlé investice, modernizaci země a finanční pomoc jugoslávské federace zůstávala Svazová republika Makedonie tou zaostalejší částí země. Průmysl byl zaostalý a infrastruktura nedostatečná. Klíčový však byl význam dopravního tahu Bělehrad-Niš-Leskovac-Skopje-Veles-Soluň. Přístup k řeckému přístavu byl pro Makedonii velmi důležitý, neboť sama Soluň se nachází méně než 100 km od makedonské hranice a jedná se o nejbližší přístav svého druhu. Po rozkolu Tita se Stalinem v roce 1948 se prudce ochladily vztahy s Albánií a s Bulharskem. Obě dvě hranice byly uzavřeny; bezpečnostní situace v pohraničí byla špatná kvůli častým útokům albánských a bulharských ozbrojených složek. Jediný možný dopravně využitelný směr tedy zůstal v severo-jižní trase.

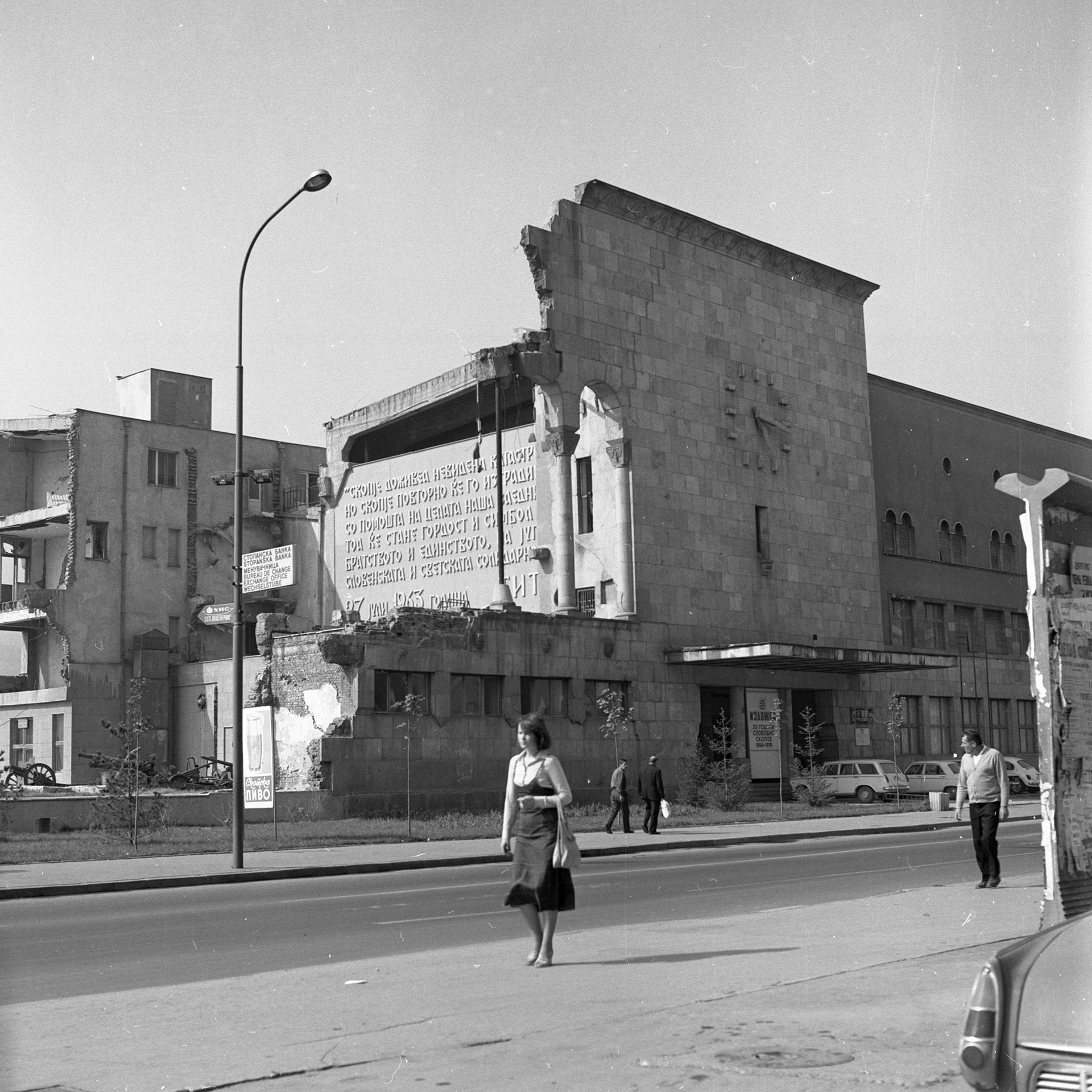
Zničené nádraží ve Skopje po zemětřesení v roce 1963.

V roce 1963 došlo ve Skopje ke zničujícímu zemětřesení, které způsobilo v makedonské metropoli škody srovnatelné jen s válečným ničením. Město bylo postupně obnoveno i se zahraniční pomocí. Ekonomický rozvoj republiky podpořil i Fond pro nerozvinuté oblasti, ze kterého získala SR Makedonie v roce 1966 zhruba čtvrtinu všech prostředků. I proto byl také hospodářský růst země nad úrovní celojugoslávského průměru, byť nepatrně. Vznikly velké doly a továrny, které měly zaměstnat stovky lidí a snížit nezaměstnanost, která byla chronickým problémem jugoslávského hospodářství po celou dobu jeho existence.
Přírůstek obyvatelstva byl rovněž značný; v letech 1955–1985 se zvýšil o 33 %. Růst byl typický především pro albánské  obyvatelstvo. Podle sčítání lidu z roku 1981 byl podíl albánského obyvatelstva na celkovém obyvatelstvu republiky Makedonie 19,9 % (377 000 lidí). K makedonské národnosti se tehdy přihlásilo 1 279 000 obyvatel republiky. Makedonští Turci naopak postupně opouštěli zemi a stěhovali se do Turecka.
V roce 1967 se politické změny spojené s Brionským plénem projevily vyřešením církevní otázky a vyhlášením autokefality Makedonské pravoslavné církve. Dne 17. června 1967 zvolili představitelé ohridské eparchie archiepiskopa Dositeje za nového představitele makedonské církve. Její nezávislost však Srbská pravoslavná církev nikdy neuznala. Podobné vyjádření vydala i Řecká pravoslavná církev, která se postavila za srbskou. Proto se dodnes jedná o církev nekanonickou. V roce 1990 byl ve Skopje vysvěcen chrám Klimenta Ochridského. V atmosféře nacionalismu a rozpadu společného státu se stal tento kostel symbolem samostatnosti makedonské církve i makedonského národa.
Na začátku 80. let bylo i makedonské hospodářství v ekonomicky problematické situaci, stejně jako celá Jugoslávie. Problematická se ukázala být nezaměstnanost, nekonkurenceschopnost na zahraničních trzích, inflace a obecně růst nedůvěry obyvatelstva ke komunistickému vedení. Makedonské firmy vykazovaly ohromné ztráty, které bylo nezbytné sanovat z celojugoslávského rozpočtu.

## Nezávislá Republika Makedonie
V letech 1988 a 1989 se jugoslávské politické vedení v jednotlivých republikách rozdělilo na několik táborů. Slobodan Milošević se pokoušel nastolit hegemonii v Jugoslávii, vyčerpané ekonomickými krizemi a politickou nestabilitou prostřednictvím velkolepých demonstrací; mítinků pravdy a protibyrokratických revolucí. Makedonští političtí představitelé sympatizovali s Miloševićem. I oni však na podzim 1991 učinili vše pro odchod z jugoslávské federace. Makedonská nezávislost však byla vyhlášena mimo zájem politických elit, neboť k ní došlo ve stínu Chorvatské války za nezávislost. 
Mezi Republikou Makedonií a Svazovou republikou Jugoslávií byly vzájemné vztahy obnoveny až v roce 1996. V roce 2004 Makedonie podala přihlášku do EU.

## Konflikt s albánským obyvatelstvem

Místa střetů makedonské armády s albánským obyvatelstvem v letech 2000–2001.

Republika Makedonie se dokázala držet stranou všech konfliktů na území bývalé Jugoslávie, teprve v roce 1999 během konfliktu v sousedním Kosovu se Makedonie stala dočasným útočištěm pro uprchlíky z Kosova. V letech 2000 až 2001 v zemi nicméně propukl ozbrojený spor mezi makedonskou vládou a albánskými povstalci z Národní osvobozenecké armády, který se dostal až na hranu občanské války. Po zprostředkování jednání NATO a Evropskou unií se spor podařilo uklidnit, i když vztahy mezi slovanskými a albánskými Makedonci zůstávají napjaté. 
Albánské obyvatelstvo nicméně získalo v Makedonii v souvislosti s uklidněním konfliktu některá nová práva. Albánský jazyk byl na regionální úrovni zrovnoprávněn s makedonským a posíleno bylo albánskojazyčné školství (byly vybudovány nové školy a opraveny staré). I přesto daný konflikt nebyl zcela ukončen, a pouze se přesunul do politické roviny. Čas od času dochází v Makedonii k potyčkám a provokacím mezi oběma etnickými skupinami. V souvislosti s realizací projektu Skopje 2014, který měl makedonskou metropoli učinit atraktivnější pro zahraniční turisty, byla vybudována také socha srbského cara Dušana v centru Skopje. Nedlouho po jejím odhalení ji však napadli albánští aktivisté. Jmenování Talata Xhaferiho za makedonského ministra obrany vyvolalo bouřlivé reakce místního tisku. V roce 2015 navíc došlo k přestřelce v Kumanovu, kde žije početná albánská menšina a kde policie zaútočila na albánské ozbrojence. V témže roce navíc v samotné Makedonii vzrostly obavy z odchodu makedonských Albánců na Blízký východ, kam chodí někteří evropští muslimové bojovat po boku Islámského státu. 